# کیوشی آبه
کیوشی آبه (انگلیسی: Kiyoshi Abe؛ زادهٔ ۲۶ آوریل ۱۹۴۷) کشتی‌گیر اهل ژاپن است که در بازی‌های المپیک تابستانی ۱۹۷۲ شرکت کرد و در وزن ۶۲ کیلوگرم به مقام سوم رسید.